# 크레이그 로버츠
크레이그 로버츠(Craig Roberts, 1991년 1월 21일 ~ )는 웨일스의 배우이자 영화 감독이다.

## 출연 작품
- 제인 에어 - 존 리드 역

## 연출작
- 이터널 뷰티